# 霍斯特湖
53°35′39″N 9°27′42″E / 53.59417°N 9.46167°E

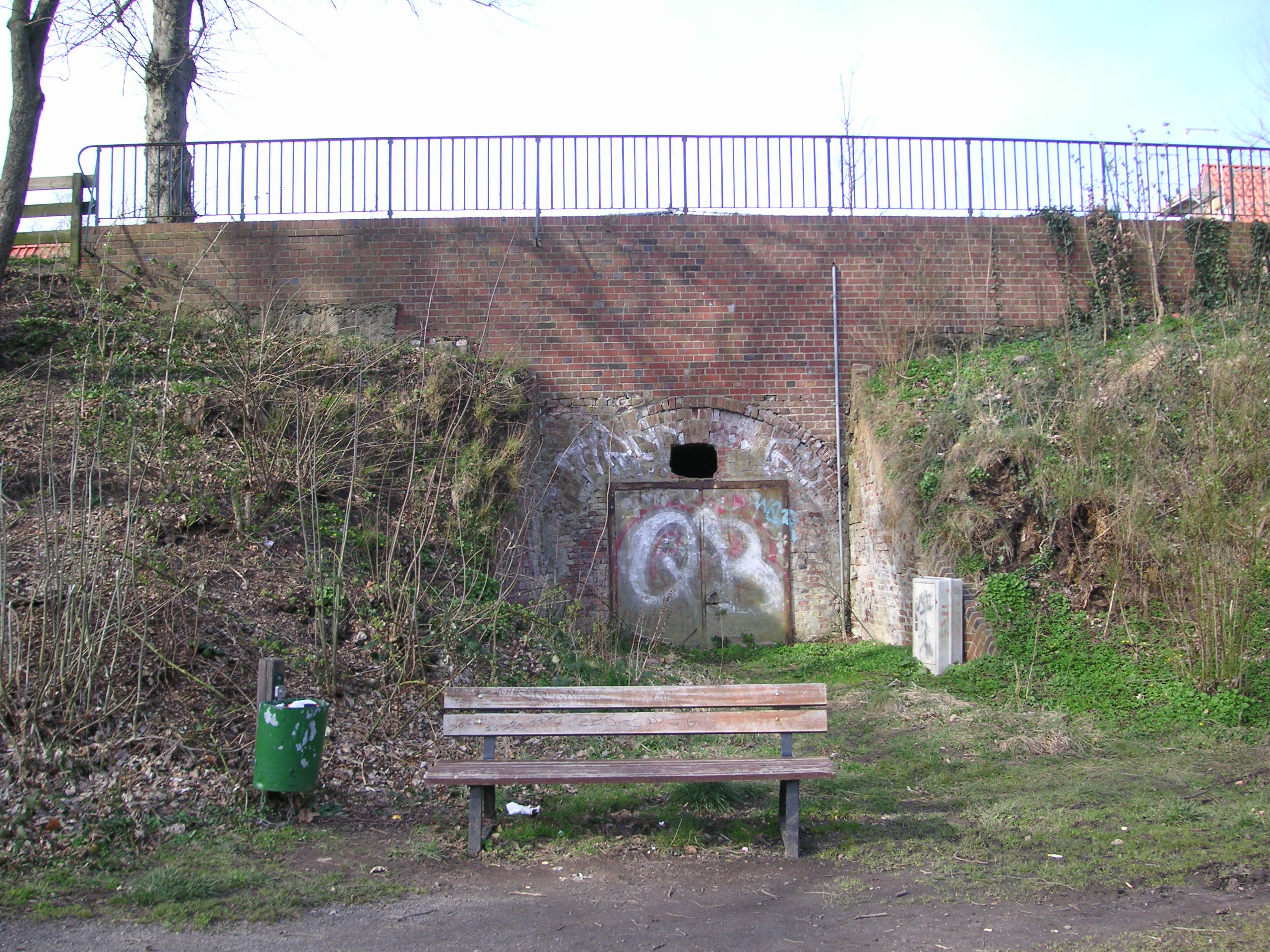

霍斯特湖（德語：Horstsee），是德國的湖泊，位於該國西北部，由下薩克森州負責管轄，處於施塔德，面積0.04平方公里，海拔高度6米，平均水深5米，最大水深9米。